# Intendente de Montevideo

El Intendente de Montevideo es quien ejerce el poder ejecutivo en lo que respecta a las tareas políticas de ese departamento, mediante la Intendencia Departamental.
El Intendente conforma el ejecutivo departamental en conjunto con el secretario y prosecretario general, quienes además integran la línea de sucesión en caso de vacancia del mismo. A la vez, el intendente cuenta con un gabinete de departamentos y divisiones.
El primer titular fue del puesto fue Daniel Muñoz, quien asumió el 19 de enero de 1909. En la actualidad Mauricio Zunino es el actual intendente de Montevideo, tras la renuncia de Carolina Cosse a instancias de las elecciones presidenciales 2024

## Proceso de elección

### Elegibilidad
Los requisitos para ser intendente se encuentran detallados en el Artículo 267 de la Constitución de la República:
- Tener al menos 30 años de edad;
- Contar con ciudadanía natural o legal con siete años de ejercicio;
- Ser nativo del Departamento de Montevideo, o estar radicado en él desde al menos tres años antes de la fecha de toma de posesión.

### Elección
De acuerdo con el Artículo 266 de la Constitución de la República, el intendente dura cinco años en el ejercicio de sus funciones, con posibilidad de una única reelección inmediata, debiendo renunciar al cargo al menos tres meses de los comicios. Asimismo, simultáneamente con la elección del intendente se eligen cuatro suplentes, que según el orden serían llamados para ejercer las funciones en caso de vacancia del cargo, impedimento temporal o licencia del titular.

## Historia
El cargo y figura de intendente municipal - o departamental - es creado el 18 de diciembre de 1908 con la aprobación de la ley de creación de las Intendencias Municipales. El primer designado, aunque no de forma directa fue Daniel Muñoz. Posteriormente, una nueva carta magna aprobada en 1918 sustituirá la figura de intendente por un Consejo de Administración, aunque surgirían otras reformas y constituciones que irían modificando dicho cargo, por lo que el ejecutivo departamental pasó de ser colegiado a unipersonal, para volver a ser colegiado. Hasta que finalmente la aprobación de la Constitución de 1967, creó nuevamente la figura del intendente departamental. aunque desde la creación de los municipios de Montevideo, el cargo se lo conoce oficialmenre como intendente departamental.

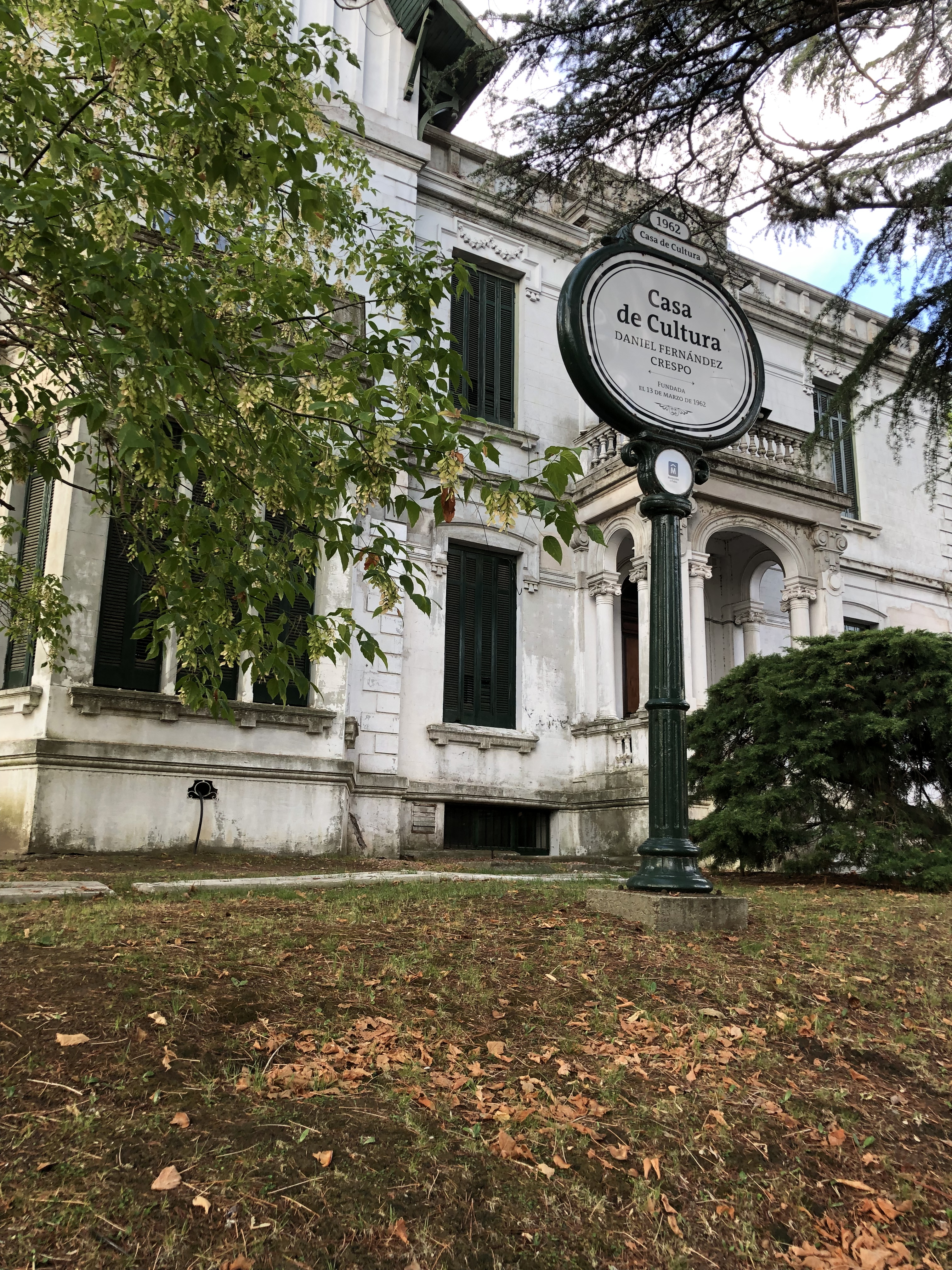
Quinta de Storm, actual Casa de la Cultura Fernández Crespo. Fue residencia de los intendentes de Montevideo.

El ejecutivo de Montevideo supo utilizar a lo largo de su existencia diferentes edificios como sedes, entre ellos el Palacio Shaw, el Palacio Gómez y por último el Palacio Jackson, hasta la construcción del Palacio Municipal en la década de 1940. A su vez, el intendente de Montevideo gozaba de una residencia para el mismo y su familia en el barrio Prado. La misma fue convertida en un centro cultural en los años cincuenta bajo la presidencia de Daniel Fernández Crespo en el Consejo Departamental.

## Titulares

### Estadísticas

Exintendentes vivos
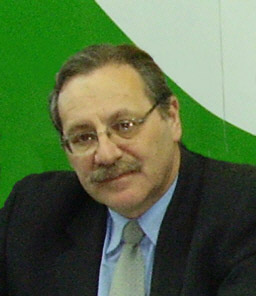
Ricardo Ehrlich 27°. (2005-2010)
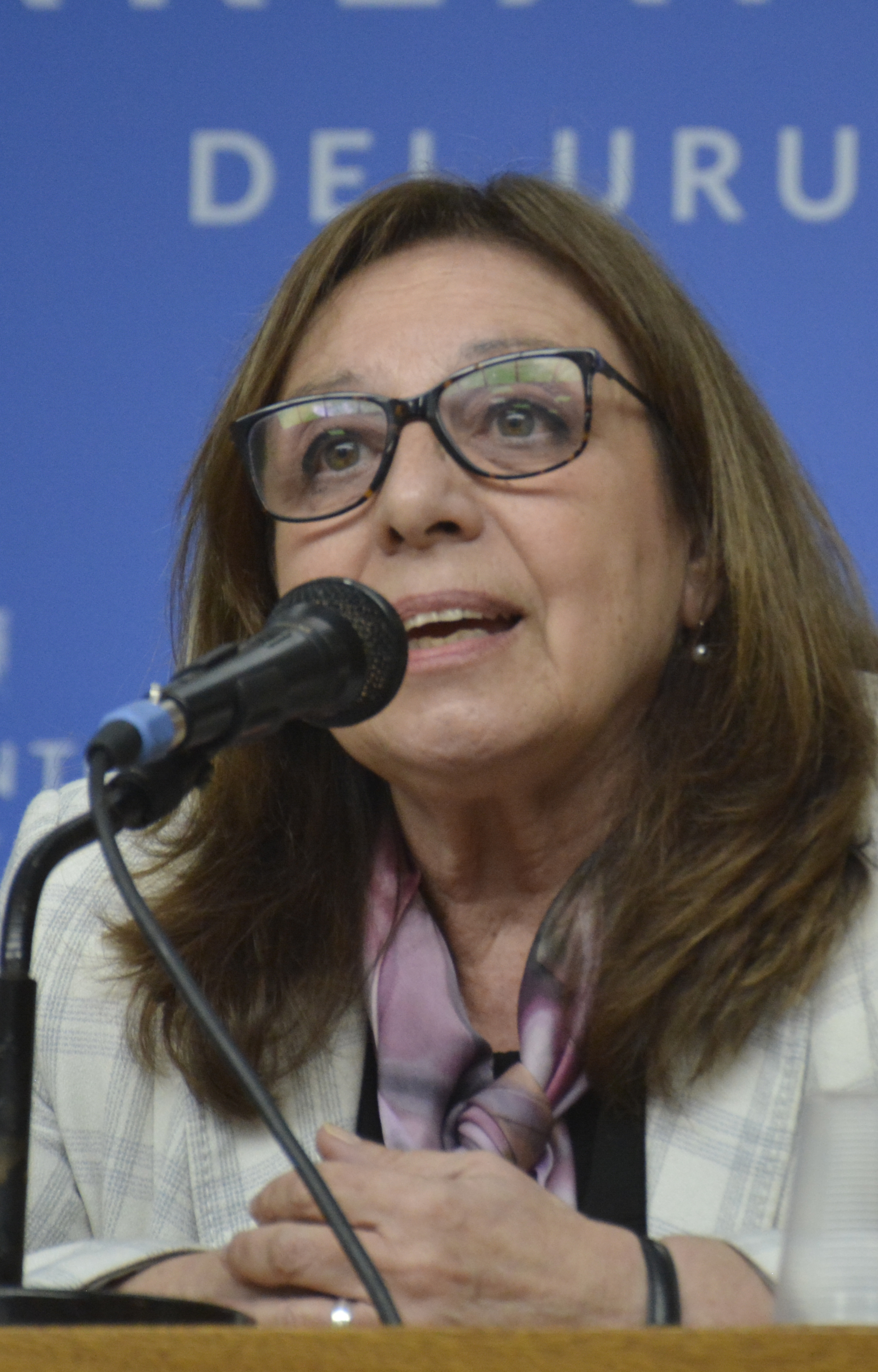
Ana Olivera 29°. (2010-2015)
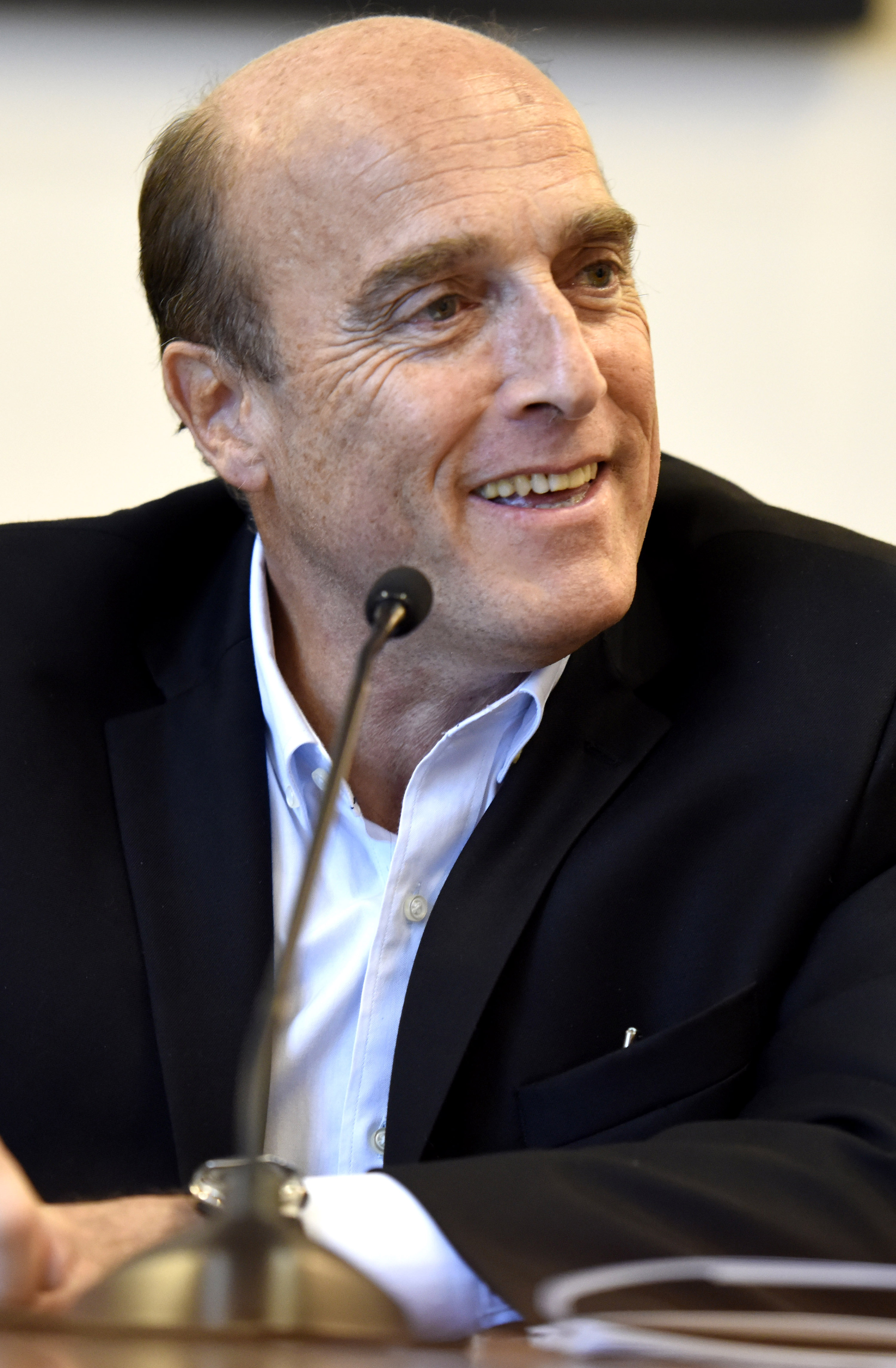
Daniel Martínez 30°. (2015-2019)
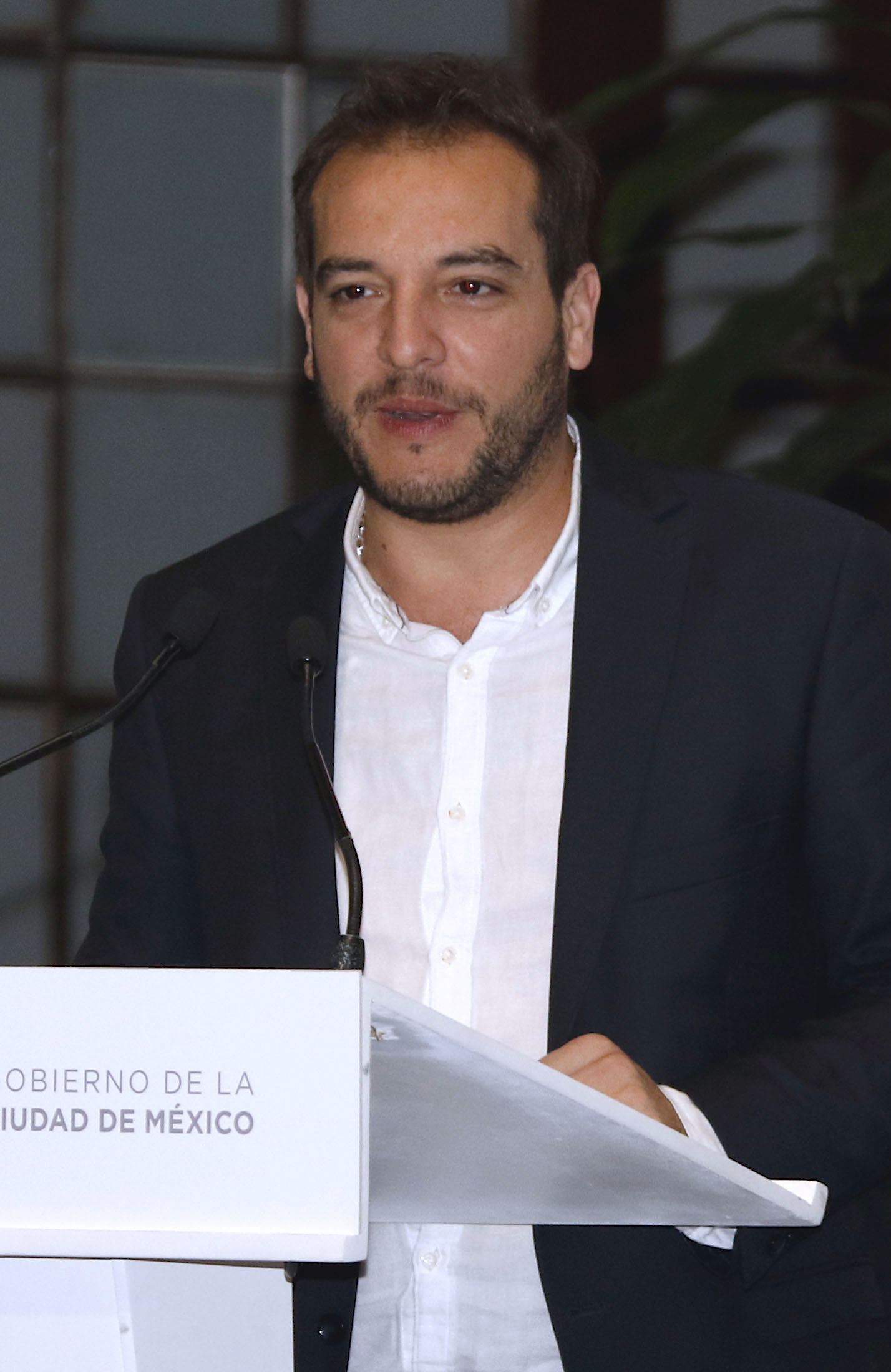
Christian Di Candia 31°. (2019-2020)
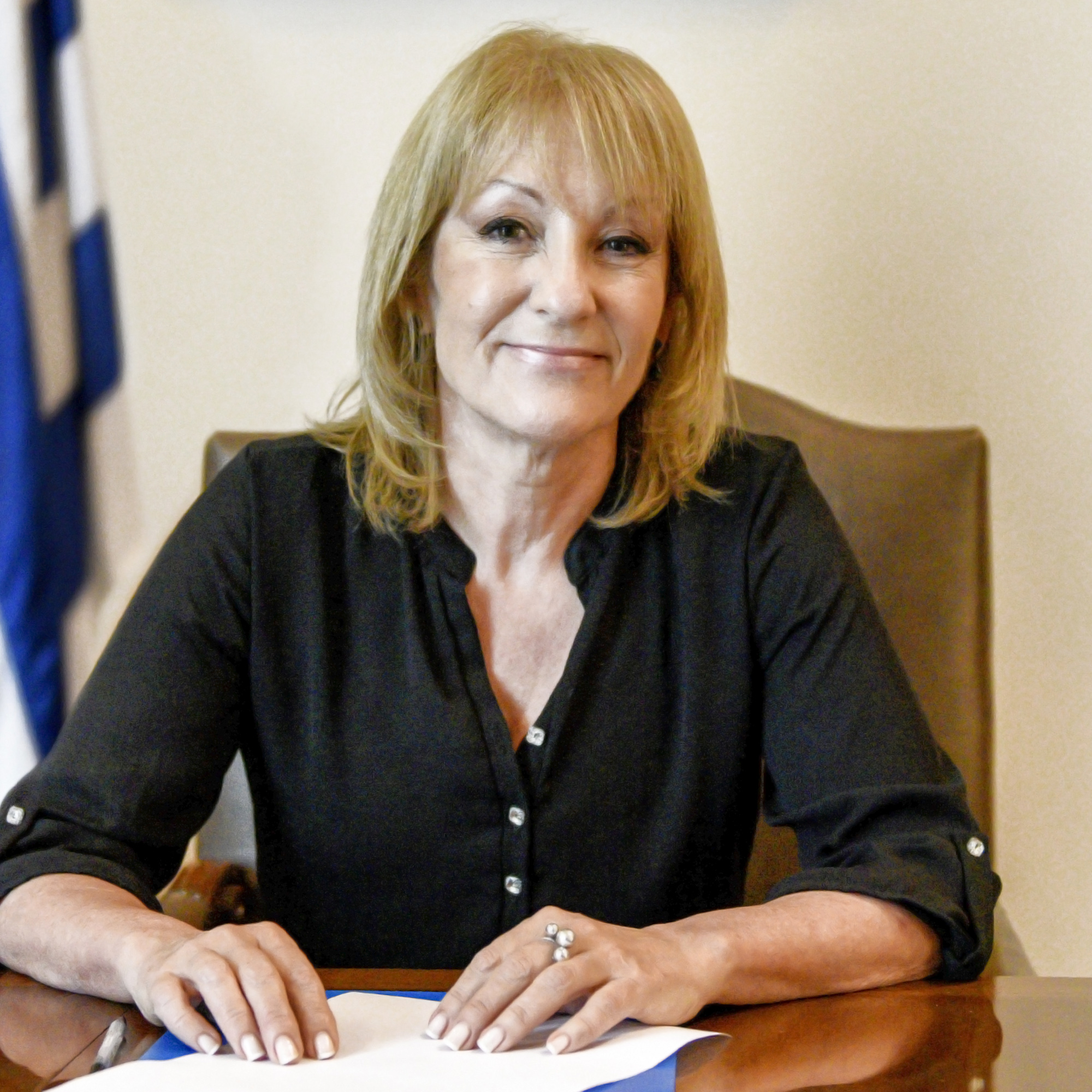
Carolina Cosse 32°. (2020-2024)
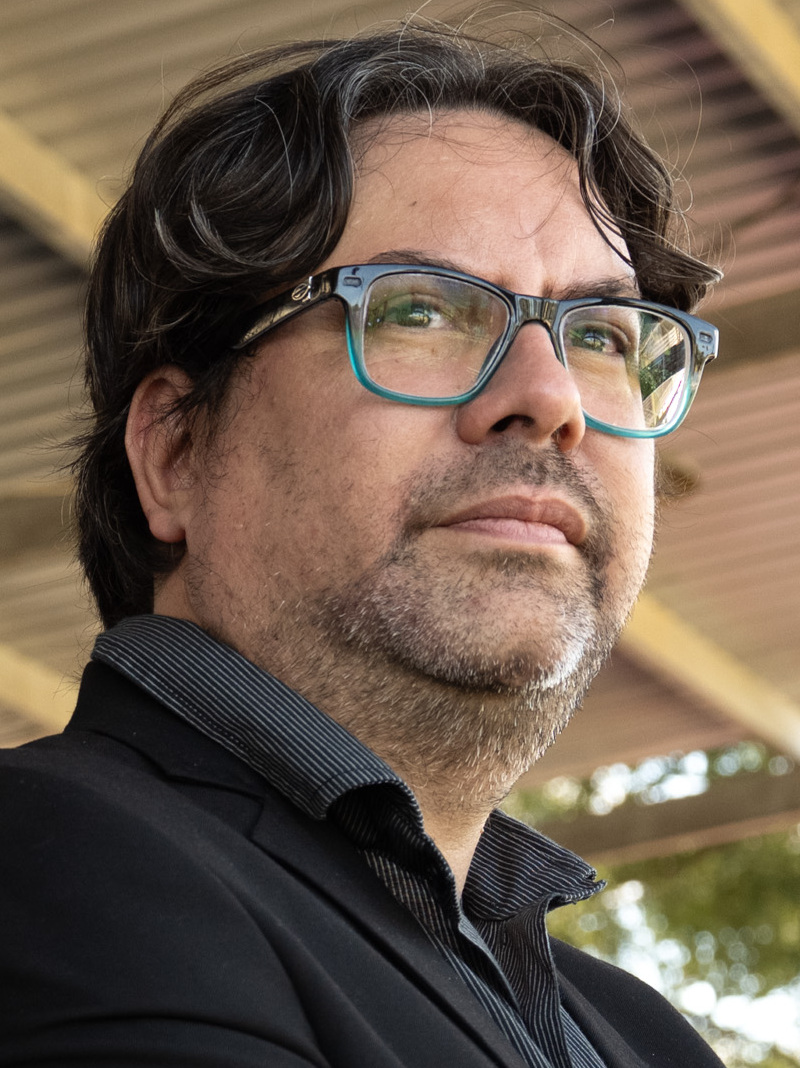
Mauricio Zunino 33°. (2024-2025)

### Miscelánea
- Ana Olivera fue la primera mujer electa como intendenta de Montevideo. No fue la primera jefa comunal de Montevideo ya que la antecedieron Alba Roballo, quien presidió el Consejo Departamental y Hyara Rodríguez quien asumió como intendenta interina en 2010.
- Mariano Arana fue el único intendente en ser reelecto intendente en el año 2000.